# 严始欣
严始欣（？—530年），北魏巴地少数部族首领，当时被称为獠民酋帅。
开始在北魏担任巴州刺史，统率部下诸族僚户二十万。又设立隆城镇，由族子严恺为镇将。他在任上贪婪暴虐。魏孝明帝孝昌年间，獠民诸部对他的贪暴非常厌恶，围攻巴州。严始欣以当时六镇之乱，中原多事，于是计划谋南归梁朝。永安三年（530年）北魏的益州刺史长孙寿、梁州刺史元俊派军将将他的叛乱讨平。严始欣被魏军擒杀。